# 東旅休閒
东旅休闲股份有限公司，又稱東旅休閒集團，是一家台湾商务型饭店集团，成立于2014年。

## 集团历史
东旅休閒集团成立于2014年，集团第一家商务型飯店―台北东旅飯店（旅馆登记证601号）成立于2017年，坐落于捷运南京三民站旁
，曾与Hotels.com 推出品牌联名宠物明星主题房与主题咖啡厅，2022年與日本三麗鷗 Sanrio 推出「布丁狗 與 Hotel East 聯名客房，2024年與LINE FRIENDS 推出「宇宙明星BT21全新主題客房。

## 據點
- 台北東旅飯店[5]

- 东旅汤宿温泉饭店―信義館[6]

- 东旅汤宿温泉饭店―风华漾

- 波卡拉渡假会馆

- 东旅背包客[7]

- 东游驿栈
- 台中東旅 - Hotel East Taichung

- 宜蘭東旅 - Hotel East Yilan

- 東旅湯宿溫泉飯店- 京閣苑

- 千歲月足體養生工坊 - 礁溪德陽店

- 千歲月足體養生工坊 - 礁溪公園店

- 千歲月足體養生工坊 - 台中台灣大道店

- 千歲月足體養生工坊 - 礁溪德陽二店

- 千歲月足體養生工坊 - 宜蘭神農路店

## 外部連結
- . 宜兰新闻网.   [2021-01-04].

- . 三立新聞網.   [2021-01-04].

- . travelerluxe.   [2021-01-04].